# Astronium nelson-rosae
Astronium nelson-rosae är en sumakväxtart som beskrevs av D.A. Santin. Astronium nelson-rosae ingår i släktet Astronium och familjen sumakväxter. Inga underarter finns listade i Catalogue of Life.